# Zuidoost ('s-Hertogenbosch)
Zuidoost é um bairro do município de 's-Hertogenbosch. Ele tem 10,54 quilômetros quadrados e 11 830 habitantes (2008). O nome "Zuidoost" (em português: Sudeste) tem a ver com a localização geográfica do bairro em relação ao centro da cidade de 's-Hertogenbosch.
O bairro é delimitado a norte pelos bairros de Graafsepoort e Rosmalen Zuid, a oeste pelo Binnenstad, a leste pelo município de Sint-Michielsgestel e a sul pelo município de Vught. Na parte sul do bairro é encontrada a vegetação natural do Het Bossche Broek.
O bairro é constituído dos seguintes distritos:

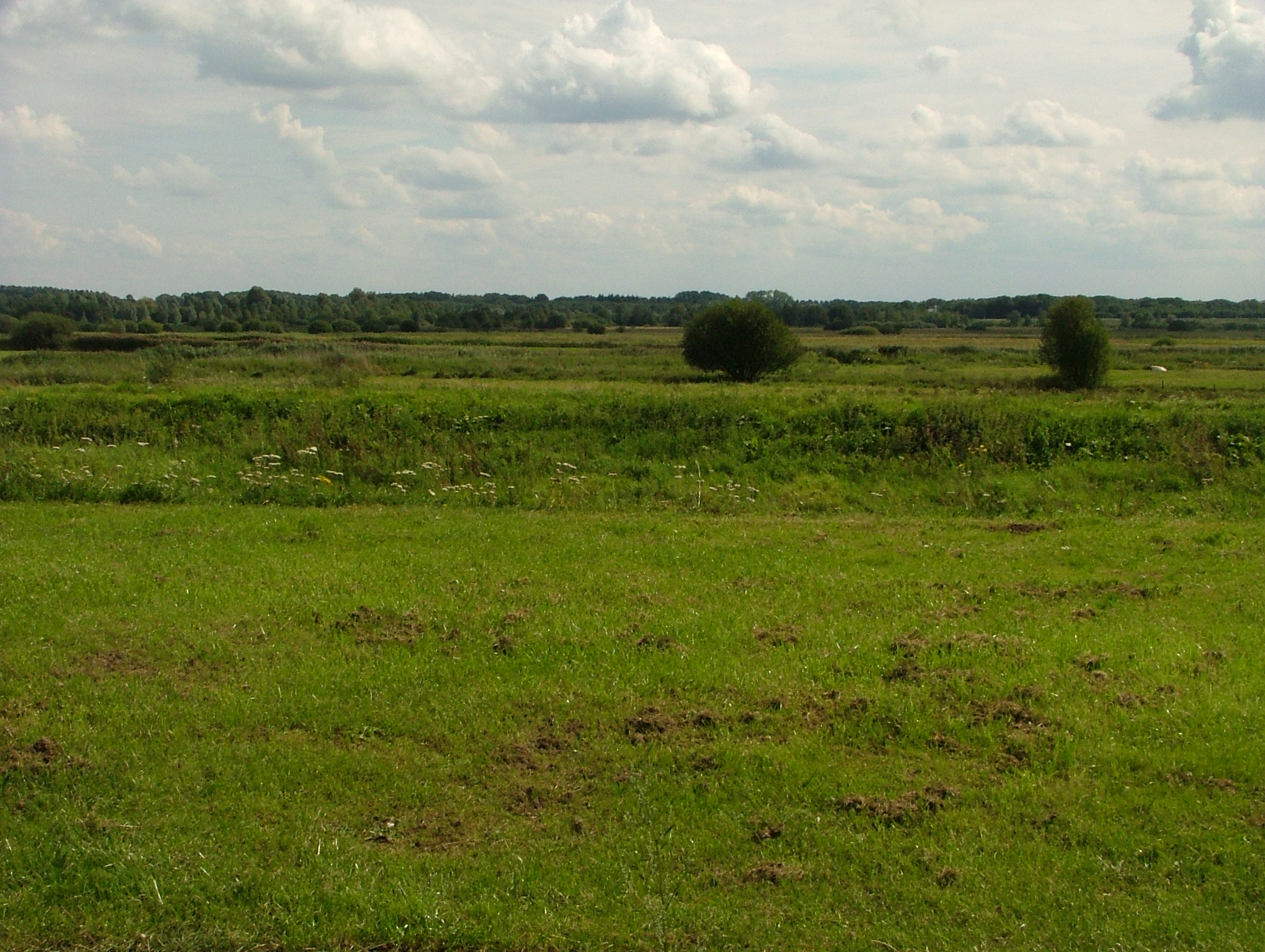
Uma vista da paisagem natural do Het Bossche Broek.

1. Aawijk-Zuid
2. Bazeldonk
3. Bedrijvenpark De Brand
4. Bedrijventerrein-Zuid
5. De Bossche Pad
6. De Gestelse Buurt
7. De Meerendonk
8. Eikendonk en Kloosterstraat
9. Grevelingen
10. Het Bossche Broek
11. Pettelaarpark
12. Zuid